# Semicyclus grayi
Semicyclus grayi es una especie de coleóptero de la familia Passalidae.

## Distribución geográfica
Habita en Madagascar.